# Governador general de Mallorca
El governador general de Mallorca, fou la més alta magistratura reial al Regne de Mallorca i tenia un caràcter unipersonal. La denominació estigué en vigor des de la desaparició de la Corona de Mallorca fins a la Revolta Forana.
Abans el nom d'aquest càrrec fou el de lloctinent del Regne de Mallorca. Era l'única autoritat amb jurisdicció efectiva per al conjunt de les Illes Balears i s'assistia d'un lloctinent del governador, que durant algunes governacions exercí el govern efectiu, i en tot cas el substituïa en cas d'absència o defunció.

## Evolució del càrrec
Amb la incorporació de Mallorca a la Corona d'Aragó el 1343, el càrrec de governador va substituir el de lloctinent, adaptant-se al model administratiu utilitzat en altres territoris de la monarquia. Aquesta transformació formava part d'una política més àmplia de Pere el Cerimoniós per integrar el regne en un sistema de govern unificat i reforçar el control reial sobre les illes. A partir d'aquest moment, el governador es convertí en l'autoritat suprema del regne en representació del rei, amb competències sobre l'administració de justícia, la seguretat i la recaptació d'impostos.
Durant la segona meitat del segle xiv, els governadors van anar acumulant més poder en detriment d'altres figures com els batlles i veguers, que fins aleshores havien tingut un paper destacat en la gestió local. A més, en períodes de crisi política o social, la monarquia reforçava l'autoritat del governador o, en alguns casos, els hi concedia poders excepcionals. Aquest va ser el cas d'Hug d'Anglesola, designat governador uns anys després de la revolta de 1391.
Durant el segle xv, la inestabilitat política i les lluites entre faccions locals van fer que la monarquia utilitzés el càrrec de governador com a eina per equilibrar els diferents grups de poder. Això es va fer especialment evident durant la revolta forana (1450-1453), que va provocar el cessament de Berenguer d'Oms i la designació d'Arnau de Vilademany com a nou governador. La crisi va portar a una situació inusual de doble governació, amb Francesc d'Erill, nomenat per Alfons el Magnànim, exercint també el càrrec per restaurar l'ordre. Finalment, el 1454, Erill va ser confirmat com a únic governador, iniciant una nova etapa de major control reial sobre el regne.

## Designació i remuneració
El governador era nomenat directament pel rei i, en general, es seleccionaven cavallers de fora de Mallorca, especialment catalans, valencians i rossellonesos. Pere el Cerimoniós va establir que el càrrec només podia ser ocupat per catalans, excloent expressament aragonesos i rossellonesos, tot i que aquesta norma no es va mantenir inalterada. Per exemple, Alfons el Magnànim va designar el valencià Olf de Pròixida, trencant aquesta limitació.
Els governadors rebien una remuneració considerable. Mentre que l'últim lloctinent de Mallorca de la monarquia privativa, Roger de Rovenach, percebia 7.640 sous anuals, el primer governador, Arnau d'Erill, va començar amb un sou de 10.000 sous el 1343. El seu successor, Gilabert de Centelles, va veure augmentada la seva paga fins als 14.000 sous el 1348. A més del salari fix, els governadors podien rebre gratificacions extraordinàries per serveis especials o per mantenir l'ordre en moments de crisi.

## Funcions i atribucions
El governador de Mallorca tenia un ampli ventall de funcions polítiques, militars, administratives i judicials. En l'àmbit judicial, era el màxim responsable de l'administració de justícia i actuava com a jutge ordinari i d'apel·lació. Tenia competències sobre delictes greus com falsificació de moneda, crims de lesa majestat i heretgia, així com sobre les apel·lacions de sentències dictades pels tribunals locals. També es responsabilitzava de la protecció de la comunitat jueva, fet que es va fer especialment rellevant durant els atacs al call de 1391, quan va proporcionar refugi als jueus al Palau Reial de l'Almudaina.
En matèria de defensa, el governador dirigia les tropes reials i supervisava les fortificacions i la flota. També tenia la responsabilitat de gestionar la recaptació d'impostos destinats al finançament de la defensa i de negociar subsidis amb els representants municipals. Aquesta funció es va consolidar després del 1343, quan la Corona va imposar una política de subordinació del municipi i va reforçar el paper del governador en la gestió econòmica del regne.
El governador tenia també competències normatives. Des del 1316, les ordenances municipals havien de ser revisades i aprovades per ell abans de ser promulgades, una funció que es va consolidar amb el pas del temps. Durant el segle xiv, diversos governadors van aprovar reglaments que regulaven tant l'administració de justícia com l'organització municipal i gremial. A mitjan segle xv, per controlar millor l'elecció d'oficials municipals i evitar que un sol grup monopolitzés el poder, Alfons el Magnànim va instaurar el sistema de «sort i sach». Aquest sistema d'insaculació permetia triar els càrrecs públics a l'atzar, i el governador tenia la responsabilitat de supervisar el procés i custodiar els noms dels candidats.

## Llista de governadors
| Període                                              | Governador(s) i càrrecs destacats |
| Precedits pels lloctinents de Jaume III de Mallorca  | Precedits pels lloctinents de Jaume III de Mallorca |
| ---------------------------------------------------- | --- |
| Pere IV d'Aragó (1343-1387)                          | - Arnau d'Erill (1343-1345) - Felip de Boïl (1345-1348) - Gilabert de Centelles, primera vegada (1348–1356) - Artal de Foces (1356-1358) - Gilabert de Centelles, segona vegada (1358-1360) - Bernat de Tous (1360-1365) - Olf de Pròixida (1365-1374) - Arnau Cerdó, interí (1374-1375) - Francesc Sagarriga (1375-1392) |
| Joan I d'Aragó (1387-1396)                           | - Segueix l'anterior - Hug de Cervelló (1392-1393) - Ramon d'Abella, primera vegada (1393-1397) |
| Martí I d'Aragó (1396-1410)                          | - Segueix l'anterior - Hug II d'Anglesola, senyor de Miralcamp (1397-1398) - Ramon d'Abella, segona vegada (1398-1401) - Roger de Montcada, primera vegada (1401-1405) - Jordi de Santjoan, interí (1405) - Roger de Montcada, segona vegada (1405-1410)                                                                  |
| Interregne (1410-1412)                               | - Pelai Unís, interí (1410-1416) |
| Ferran I d'Aragó (1412-1416)                         | - Segueix l'anterior |
| Alfons V d'Aragó (1416-1458)                         | - Olf de Pròixida i de Centelles (1416-1425) - Berenguer d'Oms i de Santapau (1425-1451) |
| Seguits pels lloctinents generals d'Alfons V d'Aragó | |